# Albericus brunhildae
Albericus brunhildae és una espècie de granota que viu a Papua Nova Guinea.